# Heinrich Rasch

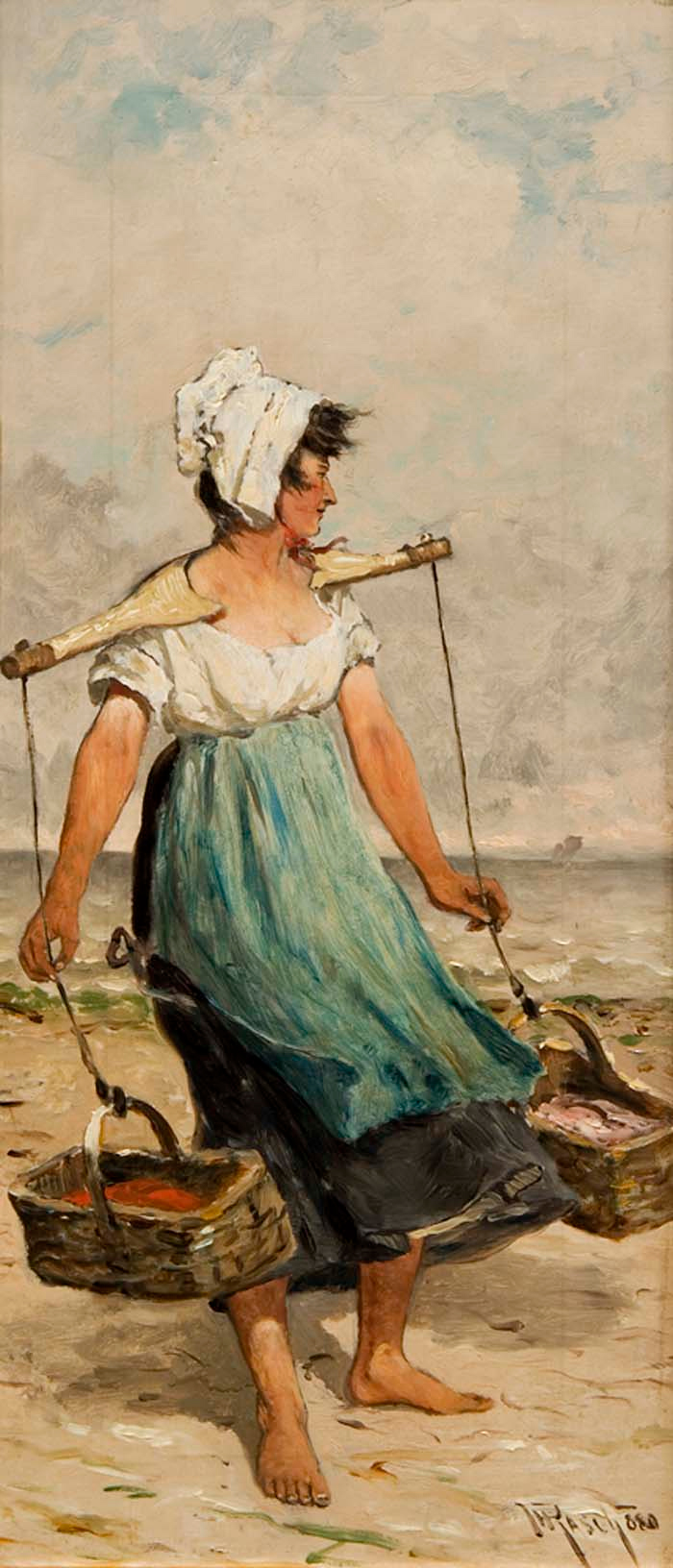
Holländerin mit Fischkörben am Strand 1880

Heinrich Rasch (* 25. Oktober 1840 in Norburg, Alsen; † 3. August 1913 in Coburg) war ein in Dänemark geborener deutscher Maler.

## Leben und Werk
Der Sohn eines Kaufmanns wuchs in guten Verhältnissen auf und erlernte zunächst die Landwirtschaft. Mit 26 Jahren wandte er sich der Malerei zu und wurde 1866 zunächst in Hamburg für kurze Zeit Schüler des dänischen Marinemalers Anton Melbye (1818–1875). Von 1866 bis 1869 setzte er sein Malereistudium an der Kunstakademie in Karlsruhe bei Hans Gude fort.
Auf Anregung seines Lehrers und einiger Mitschüler wählte er bereits im ersten Studienjahr den Chiemsee zu seinem Studienort, den er auch in den folgenden Jahren immer wieder aufsuchte. 1870 wurde er in München ansässig und wurde Schüler von Arthur von Ramberg. Seit dem 1. November 1872 besuchte er die Kunstakademie in München. Rasch galt als einer der Begründer der 1875 entstandenen Ekensunder Künstlerkolonie. 1878 ging er für eine längere Zeit nach Paris, wandte sich der Figurenmalerei zu und schuf eine Reihe gut verkäuflicher Salonbilder. Seit Mitte der 1880er Jahre beschäftigte sich Rasch wieder mit der Landschafts- und Marinemalerei, die er durch eine Figurenstaffage anekdotisch steigerte. Es folgten Studienreisen an den Bodensee, in die Bretagne, an die Adria, nach Venedig, Holland und England. Der Kunstschriftsteller Adolf Rosenberg stellte ihn 1884 an die Spitze der jüngeren Talente der Münchener Kunst.
1891 veranstaltete der Münchener Kunstverein eine 220 Nummern umfassende Ausstellung seiner Werke, die in einer größeren Auswahl von der Kieler Kunsthalle übernommen wurde. Von 1902 bis 1907 war Rasch Delegierter der Schleswig-Holsteinischen Kunstgenossenschaft bei den Ausstellungen im Münchner Glaspalast. Die Kieler Zeitung vom 14. August 1913 brachte einen ausführlichen Nachruf. Im Münchner Glaspalast fand 1914 eine Nachlass-Ausstellung statt.
Der in Berlin lebende Musikkritiker und Komponist Hugo Rasch (1873–1947) war sein Sohn.